# Мамошук, Мария Руслановна
Мари́я Русла́новна Мамошу́к (бел. Марыя Русланаўна Мамашук; род. 31 августа 1992, Зябровка, Гомельская область) — белорусская спортсменка, борец вольного стиля, чемпионка Европы, призёр Олимпийских игр и Европейских игр. Мастер спорта Республики Беларусь международного класса.

## Биография
Родилась 31 августа 1992 года в д. Зябровка Гомельского района Гомельской области.
Первым тренером спортсменки Марии Мамошук стал Пётр Павлович Бабей. Тренер набирал учеников в секцию по вольной борьбе спортивной школы вагоностроительного завода и обходил школы посёлков Зябровка и Климовка Гомельского района. Маме Марии Мамошук вначале не нравилось её увлечение этим видом спорта — но тренер Пётр Бабей убедил её, что Мария Мамошук должна продолжать занятия, чтобы развиваться дальше. Так спортсменка стала принимать участие в первых соревнованиях, а затем стала студенткой Гомельского училища олимпийского резерва. Окончила факультет физической культуры Гомельского государственного университета имени Франциска Скорины.
На ранних этапах проходила подготовку в ДЮШС в Гомеле.
Серебряный призёр чемпионата Европы среди кадетов 2009 года в Зренянине в весовой категории до 63 кг.
Серебряный призёр чемпионата Европы среди юниоров 2012 года в Загребе.
Бронзовый призёр летней Универсиады 2013 года в Казани. В том же году на чемпионате мира заняла лишь 9-е место, на чемпионате Европы проиграла в первом же круге.
На чемпионате мира 2014 года заняла лишь 7-е место. В том же году стала серебряным призёром чемпионата Европы и бронзовым призёром Международного турнира «Циолковский».
На чемпионате мира 2015 года заняла лишь 10-е место. Бронзовый призёр Европейских игр 2015 года в Баку в весовой категории до 63 кг. В том же году стала чемпионкой Европы среди молодёжи. На Гран-при Германии завоевала также бронзовую медаль, а на Poland Open — золотую.
На чемпионате Европы 2016 года в Риге завоевала золотую медаль в весовой категории до 69 кг.
Живёт и работает в Гомеле.

## Награды
Одна из экспозиций в Музее спортивной славы Гомельщины, расположенном в Гомельском государственном университете имени Франциска Скорины, посвящена М. Р. Мамошук.